# Parafia Matki Bożej Uzdrowienie Chorych w Tarnowskich Górach
Parafia Matki Bożej Uzdrowienie Chorych w Tarnowskich Górach-Osadzie Jana – należy do diecezji gliwickiej (dekanat Tarnowskie Góry).
Do parafii należy kościół Matki Bożej Uzdrowienie Chorych i kościół filialny św. Jana Chrzciciela.
Przy parafii działa Kamiliańska Orkiestra Dęta.

## Zasięg parafii

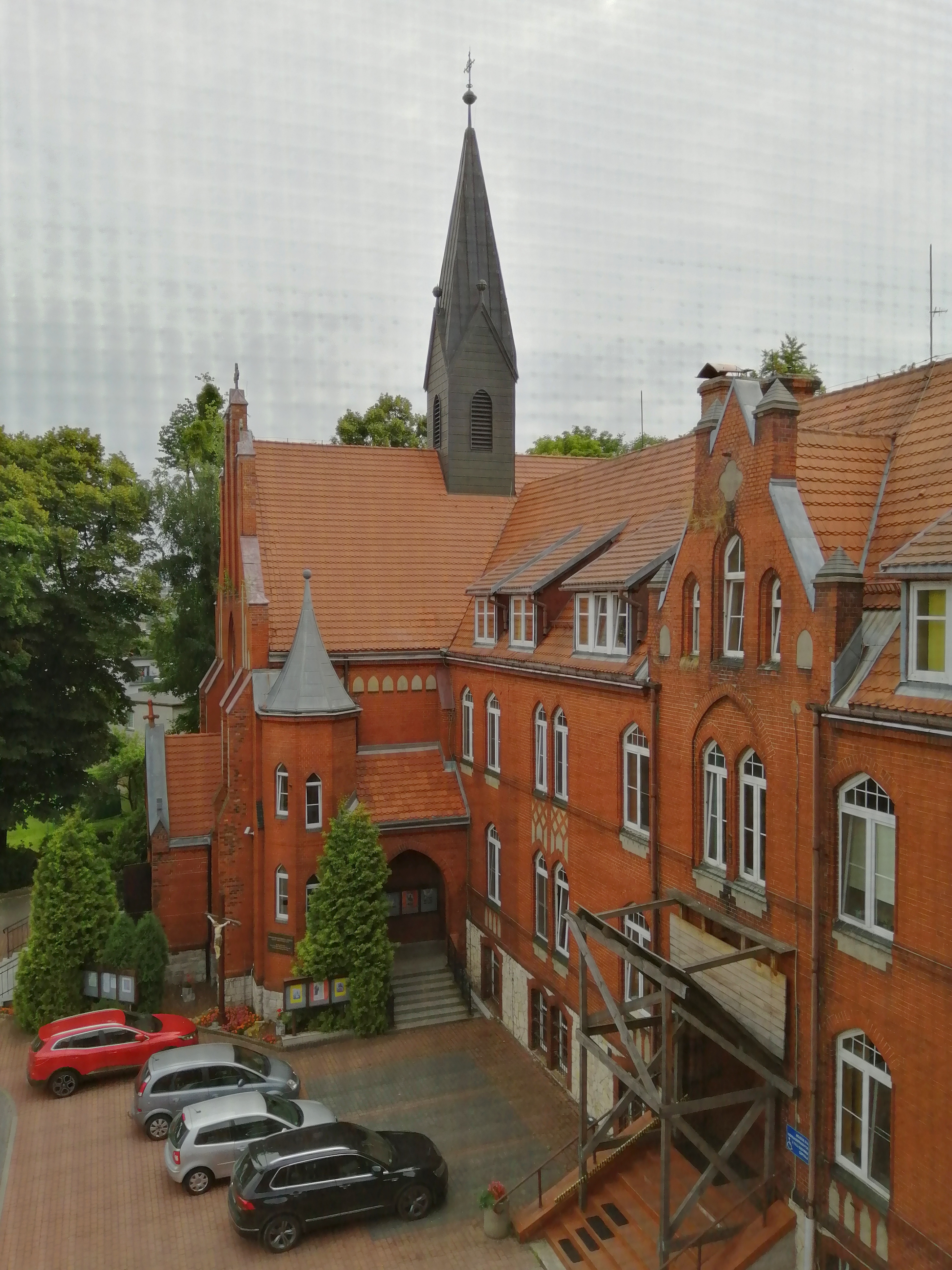
Kościół filialny oraz fragment budynku Szpitala św. Kamila

Do parafii należą wierni z Tarnowskich Gór z dzielnicy Osada Jana (ulice: Aleja Kwiatów, Astrów, Bratków, Bytomska, Cegielniana, Dąbrowskiego, Fiołków, Hutnicza, św. Jana, Kochanowskiego, Kolorowa, Kopernika, Miodowa, Młodości, Nakielska, Narcyzów, Oświęcimska, Piaskowa, Pogodna, Równoległa, Różana, Słoneczników, Stara, Stroma, Chopina, Targowa i Zaciszna).